# Дјеца у производњи какаа
Дјечји рад је стално питање у производњи какаа. Обала Слоноваче и Гана, заједно производе скоро 60% свјетског какаоа сваке године. Током сезоне узгоја какаа 2018/19, истраживање које је наручило Министарство за рад САД спровео је НОРЦ на Универзитету у Чикагу у ове двије земље и открио је да је 1,48 милиона дјеце ангажовано на опасним пословима на фармама какаоа, укључујући рад са оштрим алатима, са пољопривредним хемијским производима и у вези са ношењем тешког терета. Тај број дјеце је значајан и представља 43 одсто све дјеце која живе у пољопривредним домаћинствима на подручјима узгајања какаа. Током истог периода производња какаа у Обали Слоноваче и Гани порасла је за 62 процента, док је преваленција дјечијег рада у производњи какаа међу свим пољопривредним домаћинствима порасла за 14 процентних поена. Пажња на ову тему је усмјерена на Западну Африку, која заједно снабдјева 69% свјетског какаоа, и Обалу Слоноваче, која сама снабдева 35% свјетског тржишта.
Глобалне процене дјечијег рада из 2016. године показују да је једна петина све афричке дјеце укључена у дјечији рад. Девет одсто афричке дјеце ради на опасном послу. Процјењује се да је више од 1,8 милиона дјеце у западној Африци укључено у узгој какаа. Истраживање током периода 2013–14. године које је наручило Министарство за рад, а спровео Универзитет Тулане показало је да је око 1,4 милиона дјеце узраста од 5 до 11 година радило у пољопривреди у областима гдје се узгаја какао, док је око 800.000 њих било ангажовано на опасним пословима, укључујући рад са оштрим алатима и пољопривредним хемикалијама и ношење тешких терета. Према студији НОРЦ-а, методолошке разлике између анкете урађење током периода 2018/9. године и ранијих, заједно са грешкама у администрацији истраживања током периода 2013/4. године, учиниле су изазовним документовање промена у броју дјеце ангажоване као дјечије радне снаге у посљедњих пет година.
Велика студија о овом питању, објављена у часопису Fortune у САД у марту 2016. године, закључила је да отприлике 2,1 милион дјеце у западној Африци „још увијек обавља опасан и физички напоран посао бербе какаоа“. Извјештај је био сумњичав да ли се ситуација може значајно побољшати.

## Дјечија радна снага
Године 2001., извештај Укус ропства: Како може да се укаља ваша чоколада (енгл. A Taste of Slavery: How Your Chocolate May be Tainted) освојио је награду Џорџ Полк. У њему су биле тврдње да су трговци људима обећавали плаћени рад, становање и школовање дјеци која су била принуђена да раде и подвргнута тешком злостављању, да су нека дјеца била присилно држана на фармама и радила до 100 сати недјељно, а да су покушаји бјекства били премлаћени. Цитирао је бившег роба: „Батине су биле дио мог живота“ и „када ниси журио, био си претучен.“
Мала опсервациона студија, објављена 2005. године и финансирана од стране УСАИД-а, испитује многе здравствене опасности производње какаоа у западној Гани.
У 2006. години, студија је показала да многа дјеца раде на малим фармама у Обали Слоноваче, често на породичним фармама. Испитано је више од 11.000 људи који раде на малим фармама какаоа у Обали Слоноваче. У извјештају који је финансирало Министарство рада САД закључује се да су „индустрија и владе Обале Слоноваче и Гане предузеле кораке да истраже проблем и спроводе пројекте који се баве питањима идентификованим у Протоколу.“
Године 2008., у извјештају који је садржао одговоре од Cargill и Hershey, Fortune (часопис) је извјестио да је „мало напретка направљено“, а у јуну 2009. године ОЕЦД је објавио документ о ставу о дјечијем раду на западноафричким фармама какаоа, и покренула веб страницу о својој Регионалној иницијативи за какао.
У великом извјештају који је 2015. године објавио Пејсон центар за међународни развој Универзитета Тулејн, који финансира Министарство рада Сједињених Држава, наводи се повећање од 51% у броју дјеце радника (1,4 милиона) у индустрији какаоа у периоду 2013–14. године у поређењу са периодом 2008–09. године. Извјештај процјењује да је преко 1,4 милиона дјеце узраста од 5 до 11 година радило у пољопривреди у областима гдје се узгаја какао, од којих је око 800.000 радило на опасним пословима, укључујући рад са пољопривредним хемикалијама, ношење тешких терета и рад са оштрим алатима.
Студија о овом питању, објављена у  часопису Fortunе у САД у марту 2016. године, закључила је да отприлике 2,1 милион дјеце у западној Африци „још увек обавља опасан и физички напоран посао бербе какаоа“. У извјештају се сугерише да би побољшање ситуације представљало упорни изазов:
Према издању Какао барометра из 2015. године, двогодишњем извјештају који испитује економију какаоа који је објавио конзорцијум непрофитних организација, просјечан фармер у Гани у сезони раста за период 2013–14. године зарађивао је само 84 цента дневно, а фармери у Обали Слоноваче само 50 центи. То их ставља знатно испод новог стандарда Светске банке од 1,90 долара дневно за екстремно сиромаштво, чак и ако узмете у обзир раст цијене какаоа од 13 одсто прошле године.
Сона Ебај, бивша генерална секретарка Алијансе земаља произвођача какаа, рекла је да је искорењивање дјечијег рада огроман задатак и да новооткривена посвећеност компанија за производњу чоколаде да прошире инвестиције у какао заједнице није довољна: „У најбољем случају, ми радиш само 10% онога што је потребно. Неће бити лако добити тих 90%... Мислим да рад не може бити само одговорност индустрије да се ријеши пословично: влада, хумано друштво, приватни сектор.“
Пријављен у 2018. године, трогодишњи пилот програм – који је спровео Nestlé кроз Међународну иницијативу за какао са 26.000 фармера који се углавном налазе у Обали Слоноваче – примјетио је смањење од 51% у броју дјеце која раде опасне послове у узгоју какаа. Засебна под-студија коју је спровео НОРЦ и наручила Свјетска фондација за какао 2019. године, пружа детаљне резултате који показују да је опасан дјечији рад смањен за једну трећину у заједницама у којима постоје програми компаније.
Министарство рада САД је формирало Координирајућу групу за рад дјеце као какао као јавно-приватно партнерство са владама Гане и Обале Слоноваче ради рјешавања праксе дјечијег рада у индустрији какаоа. Међународна иницијатива за какао, која укључује велике произвођаче какаоа, успоставила је Систем за праћење и санацију дјечијег рада намењен за праћење услова рада дјеце на хиљадама фарми у Гани и Обали Слоноваче. Упркос овим напорима, циљеви за смањење дјечијег рада у западној Африци за 70% прије 2020. године успоравају упорно сиромаштво, одсуство школа, ширење пољопривредног земљишта какаоа и повећана потражња за какаом.
У априлу 2018. године, извјештај какао барометра 2018 о индустрији вриједној 100 милијарди долара, рекао је ово о ситуацији дјечијег рада: „Ниједна компанија или влада није ни близу постизања циља цијелог сектора елиминације дјечијег рада, па чак ни близу њиховог обавезе смањења дјечијег рада за 70% до 2020. године. У извјештају New Food Economy касније те године наведено је да су системи за праћење и санацију дјечијег рада који су имплементирали Међународна иницијатива за какао и њени партнери били корисни, али „тренутно достижу мање од 20 процената од преко два милиона дјеце погођене“. Према издању Какао барометра из 2018. године, двогодишњем извјештају који испитује економију какаа који је објавио конзорцијум непрофитних организација, тренутни приход фармера је 0,78 долара.
Групне тужбе у САД против компанија у индустрији какаоа нису постигле велики успјех. У 2015. години, тужбе против Mars, Nestlé и Hershey наводиле су да амбалажа њихових производа није открила да производња може укључивати рад дјеце. Сви су одбачени 2016. године, иако су тужиоци уложили жалбу.
Нестле-ов веб-сајт, како га парафразира часопис Mother Jones, каже:
Компанија је изградила или реновирала 42 школе у заједницама које се баве узгојем какаа и помогла је у подршци породицама како би могле да приуште да своју дјецу држе у школи умјесто да их шаљу на посао, а компанија је имплементирала систем праћења, како каже, да идентификује дјецу у ризику и пријавити налазе компанији и њеним добављачима. Када смо упозорени на случајеве трговине дјецом или ропства, „одмах то пријављујемо надлежним органима“.
Компанија је саопштила да је потрошила 5,5 милиона долара на проблем у 2016. године. Нестле је 2017. године такође објавио извјештај о дјечијем раду у ланцу снабдевања какаом, Tackling Child Labour, са додатним детаљима о њиховом „приступу рјешавању овог значајног, сложеног и осјетљивог изазова“ У изјави за штампу уз објављивање извјештаја NORC Карим Кисија, директор истраживања рањивих популација у NORC-у и главни аутор извјештаја, навео је:
Како се укупна производња какаа драматично повећала, узгој какаа се проширио на области Обале Слоноваче и Гане гдје је инфраструктура за праћење дјечијег рада била слаба, а свијест о законима који га регулишу била ниска. Интервенције за заустављање опасног дјечијег рада у сектору какаа треба да буду усмјерене на нове области производње у настајању и да се усредсреде на напоре да се смањи изложеност саставним дјеловима опасног дјечијег рада.

### Профит
Приходи од какао индустрије за мале произвођаче какаоа нису стабилни јер када је тржишна цијена какаа ниска, цијена која се плаћа свакој карици у индустрији се смањује и фармери какаоа који производе сирове производе добијају врло мало у ланцу. Да би цијена какаа била ниска, узгајивачи какаоа траже најјефтинију радну снагу да би остварили профит. У Африци, какао радник може зарадити само мање од 2 долара дневно, што је испод границе сиромаштва. Дјеца која раде између 12 и 15 година у индустрији какаоа раде исто колико и одрасли радници, али су мање плаћена од одраслих. Дјеца у подручјима узгајања какаа суочавају се са реалношћу руралног сиромаштва (недостатак земље, несигурност хране, недостатак образовне инфраструктуре, приступ води за пиће, лоше здравствене услуге, итд.). Редовна пракса да дјеца раде на фармама какаоа често је природан начин живота за узгајиваче какаоа који из различитих разлога желе да обуче своју дјецу и истовремено их искористе за смањење трошкова рада на породичној фарми.

### Дефиниција дјечијег рада
Међународна организација рада (ИЛО) дефинише дјечији рад као рад који је „ментално, физички, друштвено или морално опасан и штетан за дјецу; и омета њихово школовање лишавајући их могућности да похађају школу; обавезујући их да прерано напусте школу или захтевајући од њих да покушају да комбинују похађање школе са претерано дугим и тешким радом.“ Није сав посао који дјеца обављају дјечји рад. Рад који није штетан по здравље, развој или школовање дјеце је користан јер омогућава дјеци да развију вјештине, стекну искуство и припреме их за будуће позиције; то се не сматра дјечјим радом или злостављањем.
Облици дјечијег рада који се односе на производњу какаа укључују родитеље који дају своју дјецу на посао и не похађају школу како би смањили цијену рада на породичним фармама. Већина дјеце која раде на фармама какаоа то раде у оквиру своје породичне структуре. Међутим, то не значи да нису изложени опасностима, а осим ових ситуација, постоје и незаконите и експлоататорске праксе. Студије сугеришу да би у сектору какаоа Гане и Обале Слоноваче отприлике 1% дјеце која се баве дјечјим радом могла бити на принудном раду или у опасности од њега.
Уједињене нације су 2021. годину прогласиле Међународном годином искорјењивања дјечијег рада, а 5. септембар прогласиле су „Празником рада“.

## Ропство и трговина дјецом
У документарцу BBC-а из 2000. године описано је ропство дјеце на комерцијалним фармама какаоа у Обали Слоноваче. У документарцу је приказан Кевин Бејлс, познати писац и професор, који је касније постао члан оснивачког одбора Међународне иницијативе за какао, непрофитне организације са сједиштем у Женеви коју финансирају велики произвођачи чоколаде и која се фокусира на рјешавање дјечијег рада у производњи какаоа у западној Африци. Године 2001. Стејт департмент Сједињених Држава је процјенио да има 15.000 дјеце робова на фармама какаоа, памука и кафе у Обали Слоноваче, а Удружење произвођача чоколаде је признало да су дјеца коришћена у берби какаоа.
Малијски мигранти дуго су радили на фармама какаоа у Обали Слоноваче, али су 2000. године цијене какаоа пале на најнижи ниво у посљедњих 10 година и неки фармери су престали да плаћају своје запослене. Малијански адвокат је морао да спасава дјечаке који пет година нису били плаћени и који су били претучени ако су покушали да побјегну. Малијски званичници су вјеровали да је 15.000 дјеце, од којих су нека била стара и од 11 година, радило у Обали Слоноваче 2001. године. Ова дјеца су често била из сиромашних породица или сиротињских четврти и продавана су за „само неколико долара“ да би радила у другим земљама. Родитељима је речено да ће дјеца наћи посао и послати новац кући, али када су дјеца отишла од куће, често су радила у условима који су личили на ропство. У другим случајевима, дјеца која су молила за храну су намамљена са аутобуских станица и продавана као робови.
У 2002. години, Обала Слоноваче је имала 12.000 дјеце без рођака у близини, што је сугерисало да су били жртве трговане људима, вјероватно из сусједног Малија, Буркине Фасо и Тогоа. Према студији узорковања сњежних груда из 2009. године, већина оних са искуством рада на какаоу из дјетињства је била жртва трговине (75% из Буркине Фасо и 63% из Малија). Већина жртава трговине људима није имала контакт са полицијом, а само 0,5% је имало било какав контакт са институцијама које су пружале социјалне услуге. Буркина Фасо и Того су рангирани на нивоу 2 дјелимично због трговине за производњу какаоа. До 2020. године, западноафричке земље Гана и Обала Слоноваче су унапређене на ниво 2 у Извештају о трговини људима у Стејт департменту за 2020. годину дијелом због њиховог напретка у сузбијању злоупотребе дјечијег рада у сектору какаоа.

## Статистика производње и потрошње
У Гани, какао индустрија је почела крајем 19. вијека а у Обали Слоноваче је почела почетком 20. вијека. Гана је постала највећи произвођач какаоа на свијету 1910. године. До 1980. године Обала Слоноваче је претекла Гану као највећи произвођач. У обје земље, већина фарми су мале и породичне. Од чланова породице, укључујући дјецу, често се очекује да раде на фармама.
У години раста 2018–2019. (која траје од октобра до септембра), произведено је 4,78 стотина хиљада тона какао зрна. Афричке нације су произвеле 2,45 милиона тона (69%), Азија и Океанија 0,61 милиона тона (17%) и Америка 0,48 милиона тона (14%). Двије афричке земље, Обала Слоноваче и Гана, производе више од половине свјетског какаоа, са 1,23 и 0,73 милиона тона респективно (35% и 21%, респективно).
За потрошњу чоколаде користе се различити показатељи. Холандија има највећи новчани износ увоза какао зрна (2,1 милијарду долара); такође је једна од главних лука у Европи. САД имају највећи увоз какао праха (220 милиона долара); САД имају велику количину комплементарних производа од какаоа. Велика Британија има највећу количину чоколаде у малопродаји (1,3 милијарде долара) и једно је од тржишта са највећим потрошњом чоколаде по глави становника.

## Берба и прерада какаоа
Због деликатне природе врста какао дрвета, стабла какаоа се третирају пестицидима и фунгицидима. Берба какаа није ограничена на један период годишње и одвија се у периоду од неколико мјесеци до цијеле године. Махуне се беру више пута током сезоне жетве јер не сазријевају све одједном. Сазријевање махуна се оцјењује по боји махуне, а зреле махуне се беру са стабла и грана какао дрвета са закривљеним ножем на дугачкој мотки. Махуне се отварају и мокри пасуљ се уклања. Мокри пасуљ се транспортује у објекат како би могао да се ферментира и осуши.
Према МОР-у, многи од ових задатака могу бити опасни када их обављају дјеца. Мијешање и наношење хемикалија може бити опасно због контаминације пестицидима, посебно зато што се не носи заштитна одјећа током њихове примјене.
Чишћење вегетације и брање махуна може бити опасно јер се ови задаци често обављају помоћу мачета, које могу изазвати раздеротине. Ова вјештина је дио нормалног развоја дјеце од 15 до 17 година, али је већи ризик код млађе дјеце. Многи имају ране на ногама гдје су се посјекли. Истраживање које је спровело америчко Министарство рада показује да је 2005. године 92 процента дјеце узраста од 5 до 15 година било укључено у рад са тешким теретом у индустрији какаоа, што може изазвати отворене ране.
Транспорт влажног зрневља какаа такође може бити опасан због великих транспортних раздаљина и великих терета; може довести до бруха и физичких повреда.
Међународна иницијатива за какао подржава међународне конвенције које промовишу права дјетета и које забрањују праксу дјечијег рада, као и релевантне пропратне националне законе. Није сав рад који обављају дјеца класификован као дјечији рад. На примјер, дјеца која обављају лаке, неопасне послове на породичној фарми у ограниченом временском периоду, под надзором и без угрожавања њиховог школовања, сматрају се прихватљивим дјечијим радом. Ова врста посла је често неопходна за добробит многих породица у западноафричким руралним друштвима. Такође доприноси развоју дјеце, пружајући им вјештине и искуство које им помаже да се припреме за њихов одрасли пољопривредни живот. Насупрот томе, активности као што су ношење тешких терета или коришћење хемикалија сматрају се „неприхватљивим облицима дјечијег рада“, јер су физички опасне за дјецу. Трговина дјецом и сваки рад који дјеца обављају на ропском раду су екстремни и криминални облици експлоатације дјеце.
У 2019. години, Међународна иницијатива за какао истражила је распрострањеност дјечијег рада у индустрији какаоа. Пронађено је 7.319 деце идентификовано као укључена у један или више опасних задатака.

## Превенција

### Правична трговина
Током 2000-их година, неки произвођачи чоколаде почели су да се ангажују у иницијативама правичне или фер трговине, како би се позабавили забринутошћу око маргинализације радника какаоа у земљама у развоју. Традиционално, Африка и друге земље у развоју добијале су ниске цијене за своје извезене робе, као што је какао, што је изазвало обиље сиромаштва. Правична трговина настоји да успостави систем директне трговине из земаља у развоју како би се супротставио овом неправедном систему.
Једно рјешење за поштену радну праксу је да пољопривредници постану дио пољопривредне задруге. Задруге плаћају фармерима поштену цијену за њихов какао, тако да фармери имају довољно новца за храну, одјећу и школарину. Један од главних принципа правичне трговине је да фармери добијају фер цијену, али то не значи да већи износ новца који се плаћа за правични трговински какао иде директно фармерима. Ефикасност правичне трговине је доведена у питање. У чланку из 2014. године The Economist је навео да радници на фармама правичне трговине имају нижи животни стандард него на сличним фармама ван система правичне трговине.

### Образовање дјеце радника
Истраживање Међународне иницијативе за какао из 2019. године открило је снажну корелацију између квалитетнијег образовања и ниже преваленције дјечијег рада. ICI је открио да је у заједницама са највишим резултатом квалитета образовања преваленција дјечијег рада износила 10%, или 66% нижа него у заједницама са најнижим резултатом квалитета образовања.

### Харлекин–Енгел протокол
У циљу борбе против ропства дјеце у производњи какаоа, амерички представник Елиот Енгел је 2001. године увео законски амандман за финансирање развоја ознаке „забрањеног дјечјег ропства“ за чоколадне производе који се продају у Сједињеним Америчким Државама. Сенатор Том Харкин је предложио додатак закону о пољопривреди којим би се квалификована чоколада и производи од какаа означили као „без робова“. Одобрен је у Представничком дому гласањем 291–115, али прије него што је отишао у Сенат, произвођачи чоколаде су ангажовали бивше сенаторе Џорџа Мичела и Боба Дола да лобирају против њега, и није прошло на гласање. Умјесто тога, произвођачи чоколаде постигли су договор са конгресменима о стварању Харкин-Енгеловог протокола за уклањање принудног рада дјеце из индустрије до јула 2005. године.
Добровољни споразум је био обавеза индустријских група да развију и имплементирају добровољне стандарде за сертификацију какаоа произведеног без „најгорих облика дјечијег рада“, чему су свједочили шефови великих компанија за производњу чоколаде, амбасадор Обале Слоноваче и други који се баве дјечјим радом. Као још један резултат Протокола, створена је Међународна иницијатива за какао да побољша животе дјеце у заједницама које узгајају какао, штитећи њихова права и доприносећи елиминацији дјечијег рада подржавајући убрзање и повећање развоја заједнице усмјерене на децу и одговорног управљања ланцем снабдјевања у цијелом сектору какаа.

#### Критика
Произвођачи чоколаде требало је да креирају програме у западној Африци како би Африканци били свјесни посљедица дјечијег рада, задржавање њихове дјеце од образовања и трговине дјецом. Примарни подстицај за добровољно учешће компанија било би додавање ознаке „ослободи робове“. Рок из 2005. године није испоштован, и све стране су се сложиле са продужењем Протокола за три године. Ово проширење је омогућило индустрији какаоа више времена за имплементацију Протокола, укључујући стварање система сертификације за рјешавање најгорих облика дјечијег рада за половину узгојних подручја у Обали Слоноваче и Гани. До 2008. године, индустрија је прикупила податке из више од половине области, према потреби, али они нису имали одговарајућу независну верификацију. У јуну 2008. године Протокол је продужен до краја 2010. године. У то вријеме, од индустрије се захтјевало да има пуне сертификате са независним верификацијама.
Европска унија је 2012. године донијела резолуцију о потпуној примјени Харкин-Енгеловог протокола и борби против дјечијег рада у производњи какаоа. Резолуција је критикована од стране Међународног форума за радна права јер нема правно обавезујућих мјера, а два велика произвођача чоколаде су тврдила да рјешавају проблем.
Обећање индустрије да ће смањити дјечији рад у Обали Слоноваче и Гани за 70%, у складу са Оквиром дјеловања из 2010. године, није испуњено до краја 2015. године; рок је поново продужен, до 2020. године.

#### Напредак у рјешавању дјечијег рада
Свјетска какао фондација, чији су чланови сви главни произвођачи чоколаде, купци и ICI, извјестила је 2020. године да је опасан дјечији рад смањен за једну трећину у заједницама у којима су постојали програми компаније као што су системи за праћење дјечијег рада и санацију; да су владине акције у области образовања довеле до тога да скоро сва дјеца сада похађају школу у Гани, са 4 од 5 у Обали Слоноваче; и да повећање укупне производње какаа од више од 60 одсто у посљедњих 10 година није донијело сличан пораст дјечијег рада. Према Chocolate Scorecard из 2022. године, седам највећих компанија за производњу чоколаде „предводи индустрију“ по питању дјечијег рада, а још седамнаест компанија „почиње да спроводи добре политике“. Од компанија које су тврдиле да се баве дјечијим радом затражено је да доставе доказе за ово и оцјењене су према томе да ли су њихови извјештаји екстерни или интерни, да ли су мјерени само бројеви или стварни утицај и колико је недавно спроведена студија.

## Заступање у медијима и изложбе
Видео продукције:
- Тамна страна чоколаде (2010.). Документарни филм о експлоатацији и трговини робљем афричке деце за бербу чоколаде
- Ропство: Глобална истрага (2000.). Произведен од стране True Vision of London, разоткрива ропство на плантажама какаоа у Обали Слоноваче[77][78]
- Модерно ропство на Каналу 4 (2000.)[39]

Подкасти:
- WKND Chocolate Dr. Kristy Leissle Scholar Series[79]
- Споро топљење, Симран Сети (2016.)[80]

Књиге:
- Горка страна слатког, Вивиан Јеника-Агбав (2016).[81] Фикција
- Чоколадне нације (2011.) Орла Рајан[82]

Изложбе:
- Приче о горкој чоколади[83] – Изложба у Тропском музеју у Амстердаму (20. септембар 2018. – 1. септембар 2019. године). Изложба истражује личне приче о производњи какаа у Обали Слоноваче и Гани.